# Araliaceae

## Introdução
A família Araliaceae (araliáceas) está inserida no grupo das angiospermas, na ordem Apiales, sendo uma família de plantas com flores, são conhecidas também como família Aralia. São majoritariamente tropicais e possuem gêneros com importância econômica como Panax, da qual é obtido o ginsengue. Ela possui aproximadamente 50 gêneros e 1420 espécies amplamente distribuídos em regiões tropicais e subtropicais. Em geral possuem flores bissexuais, diclamídias e actinomorfas. Tipicamente sua inflorescência é do tipo umbela, podendo ser simples ou compostas, ou em casos bem raros podem ser glomérulos. 
O maior gênero de Araliaceae é o Schefflera J.R.Forst. & G.Forst, contendo aproximadamente 775 espécies que estão distribuída majoritariamente nas regiões tropicais, essencialmente em formações montanhosas como os Malásia, Madagascar, nos Andes, nas ilhas da Melanésia.

## Morfologia

### Hábito
As Araliaceae apresentam hábitos variados, podendo ser arbustivas, herbáceas ou árvores. Também apresentam integrantes de hábito terrestre ou aquático, como o gênero Hydrocotyle.

### Inflorescência
Inflorescência pode ser do tipo terminal ou pseudolateral. Em vários tipos de inflorescências secundárias as flores são agrupadas em umbelas ou capítulos, raramente espigas, podendo ser os pedicelos articulados ou não. 

### Folhas
As folhas das Araliaceae podem ser alternas espiraladas, composto-pinadas, digitadas ou simples, com estípula intrapeciolar ligada ao pecíolo ou também unidas no ápice dos ramos e lâmina inteira ou palmatilobada. 

### Flores
As flores dentro das Araliaceae podem ser unissexuadas ou bissexuada, porém, a maioria é bissexual. Podem ser também actinomorfas, diclamídeas, epíginas ou raro hipóginas e em geral são pentâmeras e possuem os estames alternos às pétalas. A corola não possui pétalas e as anteras são longitudinais seguindo a deiscência. Apresentam gineceu sincárpico com ovário ínfero.

### Frutos
Seus frutos podem ser do tipo drupa ou tipo baga. 

## Relações filogenéticas
A filogenia das Araliaceae ancestrais mostra plantas bicarpelares e com folhas simples. Devido a incertezas da família Araliaceae e devido sua sistemática estar atualmente em estudos, mudanças e novidades taxonômicas dentro dessa família são esperadas. Araliaceae está intimamente relacionada às famílias Pittosporaceae e Apiaceae e os limites entre essas famílias até hoje são incertos. Alguns estudos realizados recentemente incluíram Araliaceae e Apiaceae, porém, essa ideia não foi seguida pela comunidade científica. 
Algumas análises moleculares sugerem que alguns dos gêneros que estão tradicionalmente incluídos em Apiaceae como subfamília Hydrocotyloideae estão mais relacionados com a família Araliaceae e que deve-se incluir Trachymene e Hydrocotyle a Araliadeae.
Distribuição
As Araliaceae são distribuídas por diversas regiões do mundo, não são endêmicas do Brasil e são majoritariamente tropicais. No Brasil, podem ser encontradas na Amazônia, na Caatinga, no Cerrado, na Mata Atlântica, nos Pampas e no Pantanal.
As principais regiões em que se encontram diversidade de Araliaceae são as Ihas do Pacífico, a América Tropical, a Indomalásia, sendo extremamente pouco representada nas regiões temperadas, como extremo sul da África e parte da América e Oceania. 
De acordo com estudos realizados, existem cerca de quinze espécies de Araliaceae que são nativas dentro do Estado de São Paulo, partilhado em 4 gêneros, sendo eles: Aralia L., Dendropanax Decne. & Planch., Oreopanax Decne. & Planch. e Schefflera J.R. Forst & G. Forst. Além das quais já citamos, existem aquelas as quais são cultivadas dentro do Estado de São Paulo também, sendo as seguintes espécies: Hedera helix L., Polyscias fruticosa (L.) Harms, P. guilfoylei (W. Bull) L.H. Bailey, Scheffl era actinophylla (Endl.) Harms, S. arboricola (Hayata) Merr., S. elegantissima (Veitch ex Mast.) Lowry & Frodin e Tetrapanax papyrifer (Hook.) K. Koch.

## Gêneros e Subfamílias
A família Araliaceae possui aproximadamente 50 gêneros reconhecidos atualmente.  
| Subfamília Aralioideae ●Anakasia ●Apiopetalum ●Aralia ●Astrotricha ●Boninofatsia ●Brassaiopsis ●Cephalaralia ●Cheirodendron ●Cromapanax ●Cussonia ●Dendropanax ●Eleutherococcus ●Fatshedera ●Fatsia ●Gamblea ●Harmsiopanax ●Hedera ●Heteropanax ●Hunaniopanax ●Kalopanax ●Mackinlaya ●Macropanax ●Megalopanax ●Merrilliopanax ●Meryta | ●Metapanax ●Motherwellia ●Oplopanax ●Oreopanax ●Osmoxylon ●Panax ●Paleopanax ●Plerandra ●Polyscias ●Pseudopanax ●Raukaua ●Schefflera ●Sciadodendron ●Seemannaralia ●Sinopanax ●Stilbocarpa ●Tetrapanax ●Trevesia ●Woodburnia Subfamília Hydrocotyloideae ●Azorella ●Centella ●Hydrocotyle ●Xanthosia |

## Gêneros que ocorrem no Brasil
Aralia L.; Dendropanax Decne. & Planch.; Hydrocotyle L.; Oreopanax Decne. & Planch.; Panax L.; Polyscias J.R.Forst. & G.Forst.; Schefflera J.R.Forst. & G.Forst.; 

## Locais de ocorrência no Brasil
Acre, Amazonas, Amapá, Pará, Rondônia, Roraima, Tocantins, Alagoas, Bahia, Ceará, Maranhão, Paraíba, Pernambuco, Piauí, Rio Grande do Norte, Sergipe, Distrito Federal, Goiás, Mato Grosso do Sul, Mato Grosso, Espírito Santo, Minas Gerais, Rio de Janeiro, São Paulo, Paraná, Rio Grande do Sul, Santa Catarina. 